# روبرت اسکوف
روبرت اسکوف (انگلیسی: Robert Skov؛ زادهٔ ۲۰ مهٔ ۱۹۹۶) بازیکن فوتبال اهل دانمارک است.
وی همچنین در تیم‌های ملی فوتبال دانمارک بازی کرده‌است.